# Meningioma
Il meningioma è un tumore cerebrale estrinseco o extra-assiale che origina dalle cellule delle meningi. Il nome di questa neoplasia, solitamente benigna, è stato coniato da Harvey Cushing che ne ha anche descritto gli aspetti più importanti.

## Epidemiologia
Si ritiene che il meningioma rappresenti il 15% di tutti i tumori cerebrali. 
Il 90% dei meningiomi sono intracranici e di questi il 90% insorgono sopra il tentorio.

## Cause
Non sono accertati fattori di rischio per il meningioma. Sembra tuttavia che l'esposizione infantile alle radiazioni possa contribuire all'insorgere del tumore.
La neurofibromatosi (sia la NF-1 sia la NF-2) sembra associata in maniera significativa con l'insorgere dei meningiomi.
Aberrazione cromosomica di frequente riscontro nei meningiomi è la perdita di una copia del cromosoma 22; nei meningiomi insorti nei maschi è frequente anche la perdita del cromosoma Y. Nei meningiomi alcuni ormoni steroidei influenzano in modo particolare la crescita del tumore. In particolare, i recettori del progesterone sono espressi nel 70% dei casi e quelli dell'estrogeno nel 31%. Ci sono alcuni antagonisti del progesterone che potrebbero essere utilizzati per inibire la crescita del tumore come il mifepristone.
I meningiomi insorgono dalle cellule della meninge cerebrale e in particolare nello strato della aracnoide. Questa è situata tra la dura madre esternamente e la pia madre internamente.
L'aracnoide avvolge il cervello e il midollo spinale, si trova inoltre all'interno dei ventricoli cerebrali, quindi in tutte queste sedi possono formarsi dei meningiomi.

## Anatomia patologica
Il meningioma è solitamente una massa globosa, con una piccola base di impianto sulla dura madre, sebbene una base di impianto più larga non sia rara, specialmente nei tumori insorti da lungo tempo.
Il colore varia dal giallo al grigiastro-rosato; la consistenza può essere sia soffice, sia elastica o molto dura. Anche la vascolarizzazione (e di conseguenza il sanguinamento durante l'atto chirurgico) può essere estremamente variabile. La maggioranza dei meningiomi insorge vicino alle ossa del cranio, provocando a lungo termine iperproliferazione ossea (detta iperostosi) o una vera e propria invasione dell'osso da parte delle cellule del tumore.
All'esame microscopico il meningioma presenta cellule connettivali disposte a formare delle spirali attorno a un centro di materiale chiaro (ialino) con eventuali piccole calcificazioni (dette corpi psammomatosi). Esistono diversi tipi istologici di meningiomi, la maggioranza dei quali ascrivibili al grado I secondo la classificazione OMS. Essi sono: sinciziale; fibroso; psammomatoso; melanico; angioplastico e xantomatoso. I meningiomi di grado II (atipici) o di grado III (anaplastici) sono molto rari.

## Clinica
Il meningioma si presenta come una massa intracranica in lenta espansione; sintomi o segni clinici possono pertanto insorgere mesi o addirittura anni prima della diagnosi. I segni dell'ipertensione endocranica sono i più frequenti; le crisi epilettiche, specialmente se insorte in un adulto che non ne ha mai sofferto, sono un altro segno che deve far sospettare la presenza di una massa intracranica. Deficit neurologici focali come paraparesi spastica, diplopia e afasia, o alterazioni del comportamento di tipo neuropsichiatrico, possono coesistere e variano a seconda della sede di insorgenza.
Le sedi più comuni sono:
- la falce cerebrale (25%)
- la convessità (20%)
- l'ala di sfenoide (20%)
- la doccia olfattoria (10%)
- sovrasellare (10%)
- la fossa cranica posteriore (10%).

Altre sedi possibili sono la parasagittale, la clivale, il forame magno, la intraventricolare e la spinale.

## Diagnosi
La diagnosi di meningioma è possibile già alla tomografia computerizzata, dove si presenta come una massa a presa di contrasto omogenea e, a volte, con una o più aree calcifiche. La risonanza magnetica con mezzo di contrasto è più utile per definire i rapporti del tumore con le strutture circostanti (vasi, nervi, parenchima cerebrale, osso). Entrambi gli esami possono evidenziare la presenza di edema perilesionale e di eventuale idrocefalo. Attualmente è sempre più in aumento l'utilizzo della PET (tomografia a emissione di positroni), che permette di ottenere informazioni più dettagliate di quelle raccolte con la TAC (tomografia assiale computerizzata) e la RM (risonanza magnetica).

## Trattamento
Il trattamento chirurgico è quello di scelta. Trattandosi di un tumore benigno nella grande maggioranza dei casi, la resezione completa è auspicabile sebbene non sempre possibile, a causa di eventuali rapporti fra il tumore e vasi sanguigni (venosi o arteriosi), nervi o tessuto cerebrale. Esempio classico è rappresentato dai meningiomi parasagittali, che a volte possono coinvolgere o ostruire il seno sagittale superiore o i meningiomi della fossa cranica posteriore, che possono causare dislocazione importante di strutture vitali come il tronco encefalico.
Un'alternativa alla chirurgia è rappresentata dalla radiochirurgia, indicata non tanto per la guarigione definitiva (non raggiungibile con questo metodo), quanto per il trattamento di eventuali residui post-operatori o di piccole lesioni difficilmente trattabili con la chirurgia.
I meningiomi della convessità hanno una localizzazione facilmente accessibile (la convessità degli emisferi cerebrali) che permette un'asportazione radicale, comprendente anche la dura madre su cui sono impiantati, ottenendo così una guarigione pressoché definitiva. Nel caso dei meningiomi della base cranica, invece, solitamente non è possibile asportare l'impianto durale: questo comporta il rischio di una recidiva. La radicalità dell'asportazione chirurgica, con cui correla il rischio di recidiva, è classificata dai neurochirurghi secondo la scala di Simpson: I (asportazione completa del meningioma e dell'impianto durale), II (asportazione completa del meningioma e coagulazione dell'impianto durale), III (asportazione completa del meningioma senza asportazione né coagulazione dell'impianto durale), IV (asportazione subtotale), V (decompressione o biopsia).